# Strelnikoff
Strelnikoff so bili celjska alter rock glasbena skupina, najbolj znana po odmevnem škandalu okrog brezjanske Marije Pomagaj na naslovnici plošče Bitchcraft. V zasedbi so delovali Sergej Steblovnik, Vasja Ocvirk, Franek Markošek in nekatera druga imena celjske underground scene. Nastopili so tudi na prireditvi Novi rock 1989.

## Diskografija
- Kaj Je Zemčo? Beyoop, 1990
- On 45, mini labum, FV založba,  1990
- Heavy Mentally Retarded, Onomatopoeia, 1993
- Strelnikoff & marko Brecelj - Hojladrija Svinjarija... , Nika + Ropot Records, 1994
- Bitchcraft, Lara Was a Whore, 1998